# Tarquinio Merula
Tarquinio Merula (Busseto, 24 de noviembre de 1595-Cremona, 10 de diciembre de 1665) fue un músico italiano de principios del Barroco. Fue intérprete (organista y violinista) y también compositor. Aunque su carrera se desarrolló principalmente en Cremona, estilísticamente se le relaciona con la escuela veneciana. Fue uno de los compositores más innovadores de principios del siglo XVII, sobre todo en la aplicación de nuevas técnicas a la música sacra.

## Vida
Natural de Busseto, probablemente inició su aprendizaje musical en Cremona, ciudad donde tuvo su primer empleo como organista. En 1616 consiguió la plaza de organista en la iglesia de Santa Maria Incoronata de Lodi, donde permaneció hasta 1621, cuando se trasladó a Varsovia, Polonia para trabajar como organista en la corte de Segismundo III Vasa.
Regresó a Cremona en 1626. Al año siguiente fue nombrado maestro de capilla de la catedral de Cremona, pero solo ocupó este puesto durante cuatro años, ya que se trasladó a Bérgamo para ocupar un puesto similar en la basílica de Santa María la Mayor. Alessandro Grandi, su predecesor, había muerto en epidemia de peste que afectó al norte de Italia entre 1629 y 31 y que diezmó la población de varias ciudades (entre otras, Venecia). Merula tuvo problemas con algunos estudiantes y decidió regresar a Cremona, donde permaneció hasta 1635. Durante este periodo de su vida parece que tuvo frecuentes disputas con sus patronos: tras discutir con los administradores de Cremona, regresó a Bérgamo, donde trabajó para otra iglesia diferente (y sin contratar a ninguno de los músicos con los que había trabajado anteriormente en la ciudad). Finalmente, en 1646 regresó a Cremona ya para permanecer hasta el final de su vida (murió en 1665), para ocupar el puesto de maestro de capilla en la iglesia Laudi della Madonna.

## Música
Merula fue una figura importante en el desarrollo de numerosas formas musicales que tuvieron gran éxito en la época barroca, como la cantata, el aria, las sonatas da chiesa y da camera, las variaciones y la sinfonía.
En música sacra, Merula siguió los pasos de Claudio Monteverdi y a menudo se inspiró en sus técnicas. También incorporó novedades, como la escritura de motetes para voz sola acompañada de cuerdas. En las ediciones de sus obras de 1639, 1640 y 1652 hay misas escritas usando ostianti (incluidos los llamados Ruggiero y Romanesca. En sus obras hay reminiscencias del estilo concertante de Giovanni Gabrieli. Merula tenía un sentido moderno de la tonalidad.
La música secular de Merula incluye madrigales con acompañamiento musical, a veces compuestos en el estilo stile concitato de Monteverdi, con sus efectos de trémolos, con un diseño formal que prefigura la posterior cantata barroca, con su división entre arias y recitativos. Escribió una ópera titulada La finta savia (1643), sobre libretto de Giulio Strozzi. En su música instrumental hay numerosas canzonas, cuya escritura (especialmente para los violines) muestra rasgos que se desarrollarán los compositores posteriores del Barroco.
Tuvo interés en casi todas las formas musicales que se cultivaron en su tiempo en el norte de Italia. También escribió canzonettas, diálogos musicales, toccatas para teclado y caprichos, una Sonata cromática y otras piezas.

## Ediciones
En 1974 se publicó su obra completa en Nueva York (T. Merula: Opere Complete, ed. Un. Sutkowski).

## Catálogo de obras
- Il primo libro delle canzoni a 4 (Canzoni a quattro voci per sonare con ogni sorti de strumenti musicali), Op. 1 (1615) [doce canciones para cuatro instrumentos]:

I. La hirardella
II. La Lusignuola
III. La Pellegrina
IV. La Merula
V. La Chremesca
VI. La Ciria
VII. La Marcha
VIII. La Livia
IX. La Monteverde
X. L'Orbina
XI. La Piva
XII. La Loda
- Il primo libro de madrigaletti, para tres voces y continuo, Op. 4 (1624)
- Il primo libro de madrigali concertati, para voces (entre cuatro y ocho) y continuo, Op. 5 (1624)
- Il primo libro de motetti e sonate concertati, para voces (entre dos y cinco), Op. 6 (1624)
- Satiro e Corisca dialogo musicale,para dos voces y continuo, Op. 7 (1626)
- Libro secondo de concerti spirituali con alcune sonatee, para voces (entre dos y cinco), Op. 8 (1628)
- Il secondo libro delle canzoni da suonare, doce canciones para tres instrumentos (dos violines y contrabajo) con continuo, Op. 9 (ca. 1631)
- Madrigali et altre musiche concertate a 1–5, libro secondo, para voces (entre una y cinco), Op. 10 (1633)
- Pegaso salmi, motetti, suonate, libro terzo, para voces (entre dos y cinco), Op. 11 (ca. 1637)
- Canzoni overo Sonate concertate per chiesa e camera, para dos o tres instrumentos, libro tercero, Op. 12 (1637):

I. La Gallina
II. La Pedrina
III. La Caravaggia
IV. La Treccha
V. La Polachina
VI. La Loda
VII. La Pochetina
VIII. La Bellina
IX. La Ghisa
X. La Cattarina
XI. La Bianca
XII. La Ruggiera
XIII. La Maruta
XIV. La Merula
XV. L’Arisia
XVI. La Dada
XVII. La Pighetta
XVIII. Ruggiero
XIX. Ballo detto Eccardo
XX. Chiaccona
XXI. L’Ara
XXII. La Strada
XXIII. Ballo detto Gennaro
XXIV. Ballo detto Pollicio
- Curtio precipitato et altri capricii, libro secondo, para voz, Op. 13 (1638)
- Canzonette a 3 et 4 [no se conservan], Op. 14? (posterior a 1649)
- Concerto messi, salmi concertati, para voces (de dos a ocho voces) e instrumentos, Op. 15 (1639)
- Arpa Davidica salmi, et messe, para cuatro voces, Op. 16 (1640)
- Il Quarto Libro delle canzoni da suonare, para dos o tres instrumentos, Op. 17 (1651):
  - A doi violini (b. c.)

I. L’Ariberta
II. La Canossa
III. La Bulgarina
IV. L’Appiana
V. La Ferrara
VI. La Illica
VII. La Rossa
VIII. La Speltina
IX. La Calzolara
- - A 2. Violino, & Basso (violone, b. c.)

X. La Bolla
XI. La Miradoro
XII. La Scarinza
XIII. La Noce
XIV. La Cappellina
XV. La Tinta
XVI. La Berlasina
XVII. La Monteverde
- - A 3. Doi Violini, & Violone (b. c.)

XVIII. La Cavagliera
XIX. La Pusterla
XX. La Loda
XXI. L’Anselma
XXII. La Lugarina
XXIII. La Lanzona
XXIV. La Valcharenga
XXV. La Brena
XXVI. Sonata Prima La Sartoria
XXVII. Sonata Seconda
XXVIII. Sonata Terza
XXIX. Sinfonie di tutti gli tuoni (8)
- Il terzo libro delle salmi et messa concertati, para tres o cuatro voces, Op. 18 (1652)